# 商丘市
商丘市（しょうきゅうし）は、中華人民共和国河南省に位置する地級市。

## 地理
河南省の東部に位置し、開封市、周口市、山東省、安徽省に接する。

## 歴史
周代から戦国時代にかけては宋の国都が設置された。隋、唐代には宋州が設置された。宋代には南京応天府と称され、正都東京開封府の陪都とされている。南宋の初代皇帝の高宗はここで即位した（後に臨安に移る）。
1997年6月1日に商丘市の設立。
標準電波局BPCの発信点。

## 行政区画
2市轄区・1県級市・6県を管轄下に置く。
- 市轄区：
  - 睢陽区・梁園区
- 県級市：
  - 永城市
- 県：
  - 民権県・睢県・寧陵県・柘城県・虞城県・夏邑県

| 商丘市の地図                                                 |
| ------------------------------------------------------------ |
| 梁園区 睢陽区 民権県 睢県 寧陵県 柘城県 虞城県 夏邑県 永城市 |

### 年表
この節の出典

#### 商丘専区(1949年-1958年)
- 1949年10月1日 - 中華人民共和国河南省商丘専区が成立。商丘県・寧陵県・睢県・民権県・柘城県・虞城県・夏邑県が発足。(7県)
- 1949年11月22日 - 商丘県の一部が分立し、朱集市が発足。(1市7県)
- 1950年5月9日 - 商丘県の一部が分立し、商丘市が発足。(2市7県)
- 1951年7月2日 - 商丘県の一部が分立し、穀熟弁事処が発足。(2市7県1弁事処)
- 1951年8月3日 - 朱集市・商丘市が合併し、商丘市が発足。(1市7県1弁事処)
- 1952年1月31日 - 皖北行署区宿県専区永城県を編入。(1市8県1弁事処)
  - 皖北行署区宿県専区碭山県の一部が永城県に編入。
- 1952年8月11日 - 穀熟弁事処が県制施行し、穀熟県となる。(1市9県)
- 1952年12月5日 - 安徽省宿県専区濉渓県の一部が永城県に編入。(1市9県)
- 1953年1月29日 - 淮陽専区淮陽県・鹿邑県・太康県・項城県・沈丘県・鄲城県を編入。(1市15県)
- 1954年6月21日 - 穀熟県が商丘県・虞城県に分割編入。(1市14県)
- 1954年11月 - 安徽省宿県専区濉渓県の一部が永城県に編入。(1市14県)
- 1956年3月9日 - 商丘市の一部が商丘県に編入。(1市14県)
- 1956年6月29日 (1市14県)
  - 項城県の一部(賈嶺区の一部)が安徽省阜陽専区臨泉県に編入。
  - 安徽省阜陽専区臨泉県の一部(鮦城区の一部)が項城県に編入。
- 1958年12月5日 - 商丘市・商丘県・寧陵県・睢県・民権県・柘城県・虞城県・夏邑県・永城県・淮陽県・鹿邑県・太康県・項城県・沈丘県・鄲城県が開封専区に編入。

#### 商丘地区(1961年-1997年)
- 1961年12月19日 - 開封専区商丘市・商丘県・寧陵県・淮陽県・太康県・永城県・睢県・虞城県・鹿邑県・鄲城県・項城県・柘城県・沈丘県・民権県・夏邑県を編入。商丘専区が成立。(1市14県)
- 1965年6月16日 - 太康県・淮陽県・鹿邑県・鄲城県・沈丘県・項城県が周口専区に編入。(1市8県)
- 1965年10月18日 (1市8県)
  - 安徽省宿県専区碭山県の一部が夏邑県に編入。
  - 安徽省宿県専区蕭県の一部(豆荘村など5カ村)が永城県に編入。
  - 永城県の一部(何寨公社など4カ公社の各一部)が安徽省宿県専区蕭県に編入。
- 1969年3月15日 - 商丘専区が商丘地区に改称。(1市8県)
- 1977年10月28日 - 開封地区蘭考県を編入。(1市9県)
- 1980年8月18日 - 蘭考県が開封地区に編入。(1市8県)
- 1996年10月11日 - 永城県が市制施行し、永城市となる。(2市7県)
- 1997年6月10日 - 商丘地区が地級市の商丘市に昇格。

#### 商丘市
- 1997年6月10日 - 商丘地区が地級市の商丘市に昇格。(2区1市6県)
  - 商丘市および商丘県の一部が合併し、梁園区が発足。
  - 商丘県の残部が区制施行し、睢陽区となる。

## 交通
鉄道
- 商丘駅
  - 隴海線
  - 京九線
  - 徐蘭旅客専用線
  - 商杭旅客専用線（中国語版）

道路
- G105国道（中国語版）
- G310国道（中国語版）
- G311国道（中国語版）